# 1. Fußball-Club Saarbrücken 2010-2011
Questa voce raccoglie le informazioni riguardanti il 1. Fußball-Club Saarbrücken nelle competizioni ufficiali della stagione 2010-2011.

## Stagione
Nella stagione 2010-2011 il Saarbrücken, allenato da Jürgen Luginger, concluse il campionato di 3. Liga al 6º posto.

## Divise e sponsor
La grafica della divisa casalinga era quella classica a strisce nerazzurre per la maglia abbinata a pantaloncini neri. Il main sponsor era la catena alberghiera Victor's Residenz-Hotels mentre quello tecnico, fornitore delle tenute da gioco, era Nike.
|  | Casa | Trasferta |

## Rosa
| N. |                     | Ruolo | Calciatore        |
| -- | ------------------- | ----- | ----------------- |
| 1  | Albania (bandiera)  | P     | Enver Marina      |
| 3  | Germania (bandiera) | D     | Lukas Kohler      |
| 4  | Germania (bandiera) | D     | Christoph Buchner |
| 5  | Germania (bandiera) | D     | Martin Forkel     |
| 6  | Germania (bandiera) | A     | Marcel Schug      |
| 7  | Germania (bandiera) | C     | Manuel Zeitz      |
| 8  | Germania (bandiera) | D     | Marcus Mann       |
| 9  | Italia (bandiera)   | A     | Giuseppe Pisano   |
| 11 | Germania (bandiera) | A     | Markus Fuchs      |
| 13 | Turchia (bandiera)  | C     | Ufuk Özbek        |
| 14 | Francia (bandiera)  | C     | Nabil Dafi        |
| 15 | Francia (bandiera)  | D     | Jonathan Zydko    |
| 17 | Germania (bandiera) | D     | Alexander Otto    |

| N. |                     | Ruolo | Calciatore         |
| -- | ------------------- | ----- | ------------------ |
| 18 | Germania (bandiera) | C     | Stephan Sieger     |
| 19 | Germania (bandiera) | D     | Marc Lerandy       |
| 20 | Germania (bandiera) | C     | Nico Zimmermann    |
| 22 | Germania (bandiera) | C     | Manuel Stiefler    |
| 23 | Croazia (bandiera)  | A     | Velimir Grgić      |
| 24 | Germania (bandiera) | P     | Andy Hubert        |
| 25 | Germania (bandiera) | C     | Abdul Kizmaz       |
| 26 | Germania (bandiera) | P     | Maximilian Böhmann |
| 27 | Germania (bandiera) | D     | Maik Schutzbach    |
| 31 | Germania (bandiera) | C     | Yannick Bach       |
| 35 | Germania (bandiera) | D     | Kai Gehring        |
| 39 | Germania (bandiera) | A     | Sven Krause        |

## Organigramma societario
Area tecnica
- Allenatore: Jürgen Luginger
- Allenatore in seconda: Andreas Fellhauer
- Preparatore dei portieri: Heinz Böhmann
- Preparatori atletici:

## Calciomercato

### Sessione estiva
| Acquisti | Acquisti          | Acquisti               | Acquisti |
| R.       | Nome              | da                     | Modalità |
| -------- | ----------------- | ---------------------- | -------- |
| D        | Christoph Buchner | Kaiserslautern         |          |
| D        | Martin Forkel     | Coblenza               |          |
| P        | Andy Hubert       | Bonner                 |          |
| C        | Ufuk Özbek        | Schalke 04 U19         |          |
| A        | Giuseppe Pisano   | Borussia M'gladbach II |          |
| D        | Maik Schutzbach   | Kickers Offenbach      |          |
| C        | Stephan Sieger    | Fortuna Düsseldorf     |          |
| C        | Manuel Stiefler   | Norimberga II          |          |

| Cessioni | Cessioni         | Cessioni             | Cessioni |
| R.       | Nome             | a                    | Modalità |
| -------- | ---------------- | -------------------- | -------- |
| D        | Tim Bauer        | Viktoria Colonia     |          |
| D        | Pietro Berrafato | Arminia Ludwigshafen |          |
| C        | Mike Brückerhoff | SV Auersmacher       |          |
| D        | Caner Metin      | Forbach              |          |
| A        | Sammer Mozain    | Röchling Völklingen  |          |
| P        | Michael Müller   | Wolfsburg II         |          |
| A        | Michael Petry    | Arminia Ludwigshafen |          |
| C        | Robin Vogtland   | Bonner               |          |

### Sessione invernale
| Acquisti | Acquisti    | Acquisti  | Acquisti |
| R.       | Nome        | da        | Modalità |
| -------- | ----------- | --------- | -------- |
| A        | Sven Krause | Paderborn |          |

| Cessioni | Cessioni      | Cessioni | Cessioni |
| R.       | Nome          | a        | Modalità |
| -------- | ------------- | -------- | -------- |
| C        | Nico Weißmann | Homburg  |          |

## Risultati

### 3. Liga

#### Girone di andata
| Arbitro: | Gagelmann |

|                            |           |  |
| Mann 29’ (aut.) Occéan 73’ | Marcatori |  |

| Arbitro: | Sippel |

|  |           |                            |
|  | Marcatori | 63’ Doğan 76’, 84’ Vrančić |

| Arbitro: | Cortus |

|  |           |                                                                 |
|  | Marcatori | 6’ Fuchs 10’ Sieger 20’, 71’ Özbek 47’ Zydko 66’ Grgić 83’ Otto |

| Arbitro: | Welz |

|                                |           |                                     |
| Zeitz 16’ Forkel 21’ Fuchs 90’ | Marcatori | 12’, 66’, 77’ Mayer 42’ Schnatterer |

| Arbitro: | Grudzinski |

|                              |           |  |
| Koch 34’ Kister 65’ Sand 90’ | Marcatori |  |

| Arbitro: | Valentin |

|                  |           |  |
| Zeitz 87’ (rig.) | Marcatori |  |

| Arbitro: | Metzen |

|                               |           |            |
| Sieger 17’ Grgić 47’ Mann 75’ | Marcatori | 30’ Löning |

| Monaco di Baviera 17 settembre 2010, ore 19:00 CEST 8ª giornata | Bayern Monaco II | 0 – 0 referto | Saarbrücken | Grünwalder Stadion (939 spett.)\| Arbitro: \| Sönder \| |
| Arbitro:                                                        | Sönder           |               |             |                                                         |

| Saarbrücken 22 settembre 2010, ore 19:00 CEST 9ª giornata | Saarbrücken | 0 – 0 referto | Wehen Wiesbaden | Ludwigsparkstadion (5 044 spett.)\| Arbitro: \| Gorniak \| |
| Arbitro:                                                  | Gorniak     |               |                 |                                                            |

| Arbitro: | Glasmacher |

|                               |           |                         |
| Schweinsteiger 65’ Haller 83’ | Marcatori | 6’ Zimmermann 37’ Fuchs |

| Saarbrücken 2 ottobre 2010, ore 14:00 CEST 11ª giornata | Saarbrücken | 0 – 0 referto | Rot Weiss Ahlen | Ludwigsparkstadion (4 117 spett.)\| Arbitro: \| Kunzmann \| |
| Arbitro:                                                | Kunzmann    |               |                 |                                                             |

| Arbitro: | Dankert |

|                |           |           |
| Lechleiter 23’ | Marcatori | 47’ Grgić |

| Arbitro: | Valentin |

|            |           |                              |
| Pisano 86’ | Marcatori | 1’ Reichwein 34’, 63’ Semmer |

| Arbitro: | Schriever |

|                                      |           |          |
| Wiemann 11’ (rig.) Forkel 74’ (aut.) | Marcatori | 8’ Özbek |

| Saarbrücken 6 novembre 2010, ore 14:00 CET 15ª giornata | Saarbrücken | 0 – 0 referto | Coblenza | Ludwigsparkstadion (5 119 spett.)\| Arbitro: \| Osmers \| |
| Arbitro:                                                | Osmers      |               |          |                                                           |

| Arbitro: | Thomsen |

|                    |           |  |
| Testroet 2’ Thy 4’ | Marcatori |  |

| Arbitro: | Steinberg |

|                           |           |                                    |
| Zimmermann 18’ Pisano 83’ | Marcatori | 30’ Mimm 43’ Amachaibou 64’ Tunjić |

| Arbitro: | Beitinger |

|  |           |                         |
|  | Marcatori | 21’ Mann 90’ Schutzbach |

| Arbitro: | Christ |

|                       |           |            |
| Pisano 12’ Sieger 65’ | Marcatori | 48’ Cappek |

#### Girone di ritorno
| Arbitro: | Unger |

|                            |           |  |
| Zimmermann 76’, 88’ (rig.) | Marcatori |  |

| Arbitro: | Ittrich |

|            |           |  |
| Boland 87’ | Marcatori |  |

| Arbitro: | Aarnink |

|                |           |                            |
| Zimmermann 38’ | Marcatori | 9’, 51’ Hähnge 65’ Ullmann |

| Arbitro: | Hartmann |

|                    |           |  |
| Weil 44’ Mayer 55’ | Marcatori |  |

| Arbitro: | Dittrich |

|                                    |           |                         |
| Mann 18’ Zimmermann 49’ Sieger 76’ | Marcatori | 72’ Röttger 90’ Esswein |

| Arbitro: | Nowak |

|                          |           |                       |
| Holzhauser 44’ Rühle 85’ | Marcatori | 54’ Krause 76’ Sieger |

| Arbitro: | Gorniak |

|                                              |           |            |
| Pischorn 10’ Danneberg 39’ Löning 49’ (rig.) | Marcatori | 16’ Kohler |

| Arbitro: | Kempter |

|                                        |           |                      |
| Stiefler 30’ Pisano 53’, 71’ Özbek 73’ | Marcatori | 77’ (rig.) Wohlfarth |

| Arbitro: | Cortus |

|                        |           |                |
| Mintzel 10’ Janjić 83’ | Marcatori | 77’ Zimmermann |

| Saarbrücken 19 marzo 2011, ore 14:00 CET 29ª giornata | Saarbrücken | 0 – 0 referto | Jahn Ratisbona | Ludwigsparkstadion (4 123 spett.)\| Arbitro: \| Sönder \| |
| Arbitro:                                              | Sönder      |               |                |                                                           |

| Arbitro: | Achmüller |

|  |           |                              |
|  | Marcatori | 65’ Zeitz 73’ (aut.) Vržogić |

| Arbitro: | Dietz |

|                                        |           |                          |
| Zeitz 27’ (rig.) Pisano 58’ Kohler 89’ | Marcatori | 6’ Dausch 39’ Lechleiter |

| Arbitro: | Seidel |

|                             |           |                           |
| Pfingsten-Reddig 36’ (rig.) | Marcatori | 11’ Pisano 56’ Zimmermann |

| Arbitro: | Beitinger |

|                             |           |  |
| Fuchs 29’, 82’ Stiefler 87’ | Marcatori |  |

| Arbitro: | Steinberg |

|            |           |                       |
| Bender 62’ | Marcatori | 45’ Sieger 84’ Pisano |

| Arbitro: | Glasmacher |

|            |           |  |
| Sieger 66’ | Marcatori |  |

| Arbitro: | Gorniak |

|  |           |                     |
|  | Marcatori | 13’ Zeitz 88’ Schug |

| Arbitro: | Sönder |

|                             |           |              |
| Stiefler 43’ Fuchs 55’, 90’ | Marcatori | 34’ Prochnow |

| Arbitro: | Kampka |

|                                               |           |                                                     |
| Schmidt 16’ (rig.) Agyemang 80’ Knappmann 90’ | Marcatori | 21’ Lerandy 45’ (rig.) Zeitz 71’ Stiefler 88’ Özbek |

## Statistiche

### Statistiche di squadra
| Competizione | Punti | In casa | In casa | In casa | In casa | In casa | In casa | In trasferta | In trasferta | In trasferta | In trasferta | In trasferta | In trasferta | Totale | Totale | Totale | Totale | Totale | Totale | DR  |
| Competizione | Punti | G       | V       | N       | P       | Gf      | Gs      | G            | V            | N            | P            | Gf           | Gs           | G      | V      | N      | P      | Gf     | Gs     | DR  |
| ------------ | ----- | ------- | ------- | ------- | ------- | ------- | ------- | ------------ | ------------ | ------------ | ------------ | ------------ | ------------ | ------ | ------ | ------ | ------ | ------ | ------ | --- |
| 3. Liga      | 59    | 19      | 10      | 4       | 5       | 32      | 24      | 19           | 7            | 4            | 8            | 29           | 27           | 38     | 17     | 8      | 13     | 61     | 51     | +10 |
| Totale       | 59    | 19      | 10      | 4       | 5       | 32      | 24      | 19           | 7            | 4            | 8            | 29           | 27           | 38     | 17     | 8      | 13     | 61     | 51     | +10 |

### Andamento in campionato
| Giornata  | 1  | 2  | 3 | 4  | 5  | 6  | 7 | 8  | 9  | 10 | 11 | 12 | 13 | 14 | 15 | 16 | 17 | 18 | 19 | 20 | 21 | 22 | 23 | 24 | 25 | 26 | 27 | 28 | 29 | 30 | 31 | 32 | 33 | 34 | 35 | 36 | 37 | 38 |
| --------- | -- | -- | - | -- | -- | -- | - | -- | -- | -- | -- | -- | -- | -- | -- | -- | -- | -- | -- | -- | -- | -- | -- | -- | -- | -- | -- | -- | -- | -- | -- | -- | -- | -- | -- | -- | -- | -- |
| Luogo     | T  | C  | T | C  | T  | C  | C | T  | C  | T  | C  | T  | C  | T  | C  | T  | C  | T  | C  | C  | T  | C  | T  | C  | T  | T  | C  | T  | C  | T  | C  | T  | C  | T  | C  | T  | C  | T  |
| Risultato | P  | P  | V | P  | P  | V  | V | N  | N  | N  | N  | N  | P  | P  | N  | P  | P  | V  | V  | V  | P  | P  | P  | V  | N  | P  | V  | P  | N  | V  | V  | V  | V  | V  | V  | V  | V  | V  |
| Posizione | 17 | 19 | 9 | 14 | 16 | 14 | 9 | 10 | 11 | 12 | 11 | 11 | 13 | 14 | 15 | 16 | 18 | 15 | 12 | 14 | 12 | 12 | 14 | 13 | 14 | 15 | 13 | 14 | 14 | 12 | 12 | 10 | 9  | 8  | 7  | 7  | 7  | 6  |

Legenda:

Luogo: C = Casa; T = Trasferta. Risultato: V = Vittoria; N = Pareggio; P = Sconfitta.

### Statistiche dei giocatori
| Y. Bach       | 0  | 0 | 0  | 0 |
| C. Buchner    | 26 | 0 | 3  | 0 |
| M. Böhmann    | 0  | 0 | 0  | 0 |
| N. Dafi       | 1  | 0 | 0  | 0 |
| M. Forkel     | 33 | 1 | 6  | 0 |
| M. Fuchs      | 27 | 7 | 6  | 0 |
| K. Gehring    | 13 | 0 | 0  | 0 |
| V. Grgić      | 22 | 3 | 10 | 2 |
| A. Hubert     | 7  | 0 | 0  | 0 |
| A. Kizmaz     | 4  | 0 | 0  | 0 |
| L. Kohler     | 27 | 2 | 5  | 0 |
| S. Krause     | 6  | 1 | 0  | 0 |
| M. Lerandy    | 37 | 1 | 5  | 0 |
| M. Mann       | 31 | 3 | 4  | 0 |
| E. Marina     | 31 | 0 | 1  | 0 |
| A. Otto       | 15 | 1 | 1  | 0 |
| G. Pisano     | 27 | 8 | 5  | 0 |
| M. Schug      | 15 | 1 | 2  | 0 |
| M. Schutzbach | 10 | 1 | 0  | 0 |
| S. Sieger     | 37 | 7 | 8  | 0 |
| M. Stiefler   | 32 | 4 | 6  | 1 |
| N. Weißmann   | 5  | 0 | 0  | 0 |
| M. Zeitz      | 31 | 6 | 12 | 0 |
| N. Zimmermann | 37 | 8 | 6  | 0 |
| J. Zydko      | 24 | 1 | 2  | 2 |
| U. Özbek      | 28 | 5 | 1  | 0 |